# Bonifica agraria
La bonifica agraria è il complesso delle opere e dei lavori che vengono eseguiti per rendere produttive le terre. Una tipica bonifica è il prosciugamento di un ecosistema paludoso (paludi, delta di fiumi, zone costiere pianure alluvionali) al fine di adibirla agli usi agricoli, industriali e urbani, causando spesso inondazioni ed erosione. Si realizza normalmente attraverso opere di bonifica idraulica, ma può anche comprendere interventi di infrastrutturazione di vario genere.

## La bonificazione
Principalmente, la bonifica consiste nella realizzazione di una rete di canali che raccolgono e convogliano altrove le acque delle aree da usare per l agricoltura ecc, impedendo la formazione di pianure alluvionali e paludi. I corsi d'acqua di bonificazione richiedono una periodica, accurata manutenzione per asportare i depositi fangosi lasciati dalle acque canalizzate che, ammassandosi, modificherebbero il regime di movimento delle acque, nonché delle erbe spontanee che crescono nei corsi d'acqua.
Quando i terreni si trovano tutti a quota più elevata rispetto all'opera destinata ad ospitare e smaltire le acque incanalate, si ha la bonifica per scolo naturale: la rete di canali sfrutta, per il movimento delle acque, la pendenza naturale dei terreni. In caso contrario, è necessario sopperire con apposito impianto idrovoro.
Quando la zona si trova al di sotto rispetto a quelle circostanti ed è disponibile un corso d'acqua ricco di torbida (cioè che trasporta in sospensione molto materiale solido), è possibile ricorrere alla bonifica per colmata: le acque di questo corso vengono lasciare ristagnare, perché possano depositare la torbida e così colmare la depressione; dopodiché le acque ormai limpide vengono eliminate con il normale prosciugamento.
In taluni casi lo scolo deve avvenire in modo meccanico, attraverso pompe deputate al sollevamento delle acque meteoriche.

## Nel mondo

### Italia
Questo complesso progetto tra stato e privati segna l'evoluzione delle istituzioni consorziali con fasi di sviluppo politico-economiche logiche nell'epoca liberale post unitaria dove trovano consapevolezza coi governi Giolitti ma ancor prima con Francesco Crispi per poi completarsi durante il periodo fascista.
Per quanto riguarda i paesi stranieri, eccezionale importanza rivestono le bonifiche realizzate nei Paesi Bassi e quelle attuate negli Stati Uniti, nell'ex URSS e in Egitto.

### Germania
La propaganda politica della bonifica tedesca evolveva dal Trattato di Versailles e si rifaceva delle regioni sottratte recuperando al proprio interno nuovi territori come in Sassonia e Westfalia e nelle aree costiere volute da Adolf Hitler e Hermann Göring con i Polder, dall'ottocentesca modernità antropomorfizzata del panopticon (simile a certi monumenti delle città di fondazione fascista) alla pubblicazione di Martin Bürgener del 1936. Fondata in parte sugli studi dell'efficienza nei centri urbani di Walter Christaller, veniva teorizzata una colonizzazione di determinismo razziale pianificando l'allontanamento degli abitanti slavi e il lavoro forzato per consunzione nelle opere di bonifica per i gruppi di fede ebraica; trovava nel Terzo Reich il referente teorico coerente alle parole d'ordine: "sangue", "suolo" e "spazio vitale". Sebbene con la prima annessione del 1939 la bonifica non si praticava per l'andamento della guerra, formalmente la deportazione serviva per bonificare le Paludi del Pripyat e dopo la soluzione finale la comunicazione "portare gente in palude" rimaneva in riferimento al genocidio.
Da "I sommersi e i salvati", Primo Levi comprendeva realisticamente l'ideologia (probabilmente vedendo anche i lavori a cui erano spesso costretti gli internati) quando descriveva il campo di Auschwitz (fondato sulle paludi in Alta Slesia) come "il luogo di drenaggio ultimo dell'universo tedesco".